# Nou Partit Democràtic (Canadà)
El Nou Partit Democràtic (en anglès New Democratic Party - NDP; en francès Nouveau Parti Démocratique - NPD) és un partit polític del Canadà, actiu a escala federal i provincial. És membre de la Internacional Socialista.

## Ideologia
Aquest és el partit més a l'esquerra dels cinc partits representats en l'any 2011 a la Cambra dels Comuns del Parlament del Canadà. Entre les característiques del partit, hi ha ideologies socials democràtiques i socialistes.

## Història
Després de moltes discussions, la Federació cooperativa de la Commonwealth i el Congrés Laborista Canadenc van decidir unir forces per crear un nou partit polític que pogués fer que la socialdemocràcia fos més popular entre els votants canadencs. Aquest partit, conegut inicialment com el Partit Nou, es va convertir en el Nou Partit Democràtic (NDP) el 1961 i Tommy Douglas va derrotar a Hazen Argue el 3 d'agost de 1961, en la primera convenció de la direcció de l'NDP a Ottawa, i va esdevenir el primer líder del nou partit.
Encara que Douglas mai va portar el partit al govern, a través de gran part del seu mandat, el partit va portar l'equilibri de poder a la Cambra i va ser conegut per ser la veu principal de l'oposició a la imposició de la Llei de Mesures de Guerra, durant la Crisi d'Octubre de 1970 i va dimitir com a líder l'any següent.
La convenció de lideratge de 1971 va ser tumultuosa, amb una nova generació de militants coneguda com The Waffle va proposar moltes resolucions controvertides, inclosa la nacionalització de totes les indústries de recursos naturals i el suport a la sobirania del Quebec, que van ser tombades per l'establishment de l'NDP i la important delegació sindical David Lewis, com a figura líder de l'establishment, va guanyar el lideratge del partit el 24 d'abril. L'any 1974 Lewis es va retirar com a líder pels mals resultats a les eleccions federals del Canadà de 1974 i per problemes de salut.
Ed Broadbent va guanyar les eleccions de lideratge de 1975 per succeir a Lewis. L'NPD va aconseguir un rècord de 43 diputats a les eleccions federals del Canadà de 1988 però el Partit Liberal del Canadà va recollir la majoria dels beneficis d'oposar-se al Tractat de Lliure Comerç del Canadà i els Estats Units i emergir com l'alternativa al govern. La pluja d'atacs dels conservadors contra els liberals, així com la divisió de vots entre l'NPD i els liberals, els va ajudar a guanyar una segona majoria consecutiva. El 1989, Ed Broadbent va renunciar després de 20 anys com a líder federal del NDP, havent liderat el partit en quatre eleccions federals.
El 2 de desembre de 1989 Audrey McLaughlin va ser escollida líder del partit, portant-lo a posicions centristes a l'hora que propugnava polítiques tradicionals de l'NDP com impostos més elevats als rics, amplis programes de cura dels nens i estimulació de l'economia mitjançant la despesa del govern. Va ser la primera dona a liderar un partit polític nacional canadenc. A les eleccions federals de Canadà de 2021 el partit va rebre menys del 6,9% dels vots i el seu estatus oficial de partit al Parlament. McLaughlin va renunciar com a líder del partit i la va succeir Alexa McDonough l'octubre de 1995.
El 2003 l'NPD nomena a Jack Layton, el nou líder del partit, i el partit va donar suport extern al govern del Partit Liberal de Paul Martin en minoria. però va donar supoort a una moció de confiança amb el Partit Conservador del Canadà (PCC) i el Bloc Québécois fent caure al govern, que va donar pas a un govern conservador que regí el Canadà des de les eleccions federals de Canadà de 2006 fins al 2015.
L'NPD formà govern provincial el 2011 en dues de les deu províncies del Canadà, Manitoba (el primer ministre Greg Selinger) i Nova Escòcia (primer ministre: Darrell Dexter) i fou el principal partit d'oposició en províncies de Columbia Britànica i Saskatchewan, sent present en les legislatures dels Yukon, Alberta i Ontario. A les eleccions federals del Canadà de 2011, l'NPD obtingué el 30,6% dels vots, que li van suposar 103 membres de la Cambra dels Comuns del Canadà, més de la meitat procedents del Quebec (59), fent que el partit fos l'oposició oficial a la Cambra dels Comuns prenent-li el lloc al Partit Liberal. El 22 d'agost, el líder del partit, Jack Layton morí a causa d'un càncer i el 24 de març de 2012, el partit elegeix Thomas Mulcair com a nou líder del partit, però els resultats decebedors a les eleccions federals del Canadà de 2015, en què el partit tornà a la tercera posició, forçaren a la dimissió de Mulcair i Jagmeet Singh fou escollit nou líder del partit en octubre de 2017.
Després de les eleccions federals del Canadà de 2021 va donar suport extern al govern en minoria de Justin Trudeau del Partit Liberal del Canadà per protegir-lo de possibles mocions de confiança que podrien fer caure el govern. L'acord es va establir fins al juny de 2025, però a principis de setembre de 2024 l'acord es va trencar.

## Evolució del logotip
| 1961 | 1961–1984 | 1984–1997 | 1997–2004 | 2004–2012 | 2012–present |
| ---- | --------- | --------- | --------- | --------- | ------------ |
|      |           |           |           |           |              |

## Resultats electorals

### Cambra dels Comuns
| 1962 | Tommy Douglas     | 19 / 265  | 11 | 1,044,754 | 13.57 | 4t   | Oposició      |
| 1963 | Tommy Douglas     | 17 / 265  | 2  | 1,044,701 | 13.22 | = 4t | Oposició      |
| 1965 | Tommy Douglas     | 21 / 265  | 4  | 1,381,658 | 17.91 | 3r   | Oposició      |
| 1968 | Tommy Douglas     | 22 / 264  | 1  | 1,378,263 | 16.96 | = 3r | Oposició      |
| 1972 | David Lewis       | 31 / 264  | 9  | 1,725,719 | 17.83 | = 3r | Oposició      |
| 1974 | David Lewis       | 16 / 264  | 15 | 1,467,748 | 15.44 | = 3r | Oposició      |
| 1979 | Ed Broadbent      | 26 / 282  | 10 | 2,048,988 | 17.88 | = 3r | Oposició      |
| 1980 | Ed Broadbent      | 32 / 282  | 6  | 2,165,087 | 19.77 | = 3r | Oposició      |
| 1984 | Ed Broadbent      | 30 / 282  | 2  | 2,359,915 | 18.81 | = 3r | Oposició      |
| 1988 | Ed Broadbent      | 43 / 295  | 13 | 2,685,263 | 20.38 | = 3r | Oposició      |
| 1993 | Audrey McLaughlin | 9 / 295   | 34 | 939,575   | 6.88  | 4t   | Oposició      |
| 1997 | Alexa McDonough   | 21 / 301  | 12 | 1,434,509 | 11.05 | = 4t | Oposició      |
| 2000 | Alexa McDonough   | 13 / 301  | 8  | 1,093,748 | 8.51  | = 4t | Oposició      |
| 2004 | Jack Layton       | 19 / 308  | 6  | 2,127,403 | 15.68 | = 4t | Oposició      |
| 2006 | Jack Layton       | 29 / 308  | 10 | 2,589,597 | 17.48 | = 4t | Oposició      |
| 2008 | Jack Layton       | 37 / 308  | 8  | 2,515,288 | 18.18 | = 4t | Oposició      |
| 2011 | Jack Layton       | 103 / 308 | 66 | 4,508,474 | 30.63 | 2n   | Oposició      |
| 2015 | Tom Mulcair       | 44 / 338  | 59 | 3,441,409 | 19.71 | 3r   | Oposició      |
| 2019 | Jagmeet Singh     | 24 / 338  | 20 | 2,903,722 | 15.98 | 4t   | Oposició      |
| 2021 | Jagmeet Singh     | 25 / 338  | 1  | 3,036,346 | 17.83 | = 4t | Suport extern |
| 2021 | Jagmeet Singh     | 25 / 338  | 1  | 3,036,346 | 17.83 | = 4t | Oposició      |